# Lucie Leiciague
Lucie Leiciague, née Jeanne Leziagazahar le 13 décembre 1880, à Saint-Palais dans le Pays Basque, et morte le 21 mai 1962 à Orsay, est une militante politique française, membre du comité directeur du Parti communiste de 1920 à 1924.

## Biographie

### Famille et formation
Lucie Leiciague est fille de charpentier et d’une ménagère et reçoit une formation de sténo-dactylo.

### Engagement militant
Lucie Leiciague adhère à la Section française de l'Internationale ouvrière (SFIO) avant la Première Guerre mondiale. Elle est membre de la 9e section de Paris. Le 14 janvier 1920, elle est élue trésorière adjointe du comité de reconstruction de l'Internationale et entre à la commission exécutive de la Fédération socialiste de la Seine le 11 avril 1920. Bientôt, elle démissionne du comité et signe la motion du comité de la IIIe Internationale pour l'adhésion à l'Internationale communiste avec Marcel Cachin et Ludovic-Oscar Frossard.
En 1920, elle est déléguée au congrès de Tours et élue au comité directeur du nouveau Parti communiste (PC) fondé à cette occasion. Par ailleurs, elle demeure membre de la commission exécutive de la Fédération de la Seine.
En 1921, après le congrès de Marseille, elle désapprouve ses camarades « centristes » démissionnaires. Cette année, elle fait partie de la délégation du PC qui se rend au 3e congrès de l'Internationale communiste. En 1922, le comité directeur l'intègre à la commission centrale de travail communiste parmi les femmes sous la direction de Marthe Bigot, d'où sa collaboration au journal L'Ouvrière. Au même moment, elle devient également déléguée permanente du PC auprès du comité exécutif de l'Internationale communiste, à Moscou en remplacement de Louis Sellier. Elle assiste au 4e congrès de l'Internationale communiste. Elle vota alors contre l’exclusion d’Henri Fabre. Elle fait alors partie du comité directeur du PC nommé par ce 4e congrès. 
Elle rentre en France, en octobre 1922, pour participer au 2e congrès du PC, puis retourne à Moscou en 1924 avec la délégation française au 5e congrès de l'Internationale. En parallèle temps, elle assure la liaison entre, notamment, les militants communistes emprisonnés à la prison de la Santé tels que Marcel Cachin, Albert Treint et l'émissaire de l'Internationale communiste, Jules Humbert-Droz.
En 1924, au 3e congrès du parti, elle n'est pas réélue au comité directeur du Parti communiste.
Devenue rédactrice à La Vie internationale et employée à L'Humanité, elle publie, en 1926, deux articles dans les Cahiers du bolchevisme : « Le conflit mandchourien soviétique » et « La marche victorieuse des armées cantonaises ». C'est au moment des déportations des opposants soviétiques qu'elle rompt avec le PC. 
Elle retourne alors à la SFIO, puis se marie en mars 1931 à Paris avec le syndicaliste de la Poste Charles Le Gléo et contribue au Combat marxiste.
Après la Seconde Guerre mondiale, elle collabore au BEIPI (Bulletin d'études et d'informations politiques international), puis à Est et Ouest, dans lesquels elle écrit sur l'URSS grâce à sa maîtrise de la langue russe.

## Importance historique
Lucie Leiciague est une des nombreuses figures féminines pionnières du communisme sous Lénine et pionnières de l'émancipation des femmes.